# Divize D 1973/1974
V soubojích 9. ročníku Moravskoslezské divize D 1973/74 (jedna ze skupin 4. fotbalové ligy) se utkalo 16 týmů každý s každým dvoukolovým systémem podzim–jaro. Tento ročník začal v srpnu 1973 a skončil v červnu 1974.

## Nové týmy v sezoně 1973/74
- Ze III. ligy – sk. B 1972/73 sestoupila do Divize D mužstva VTJ Olomouc a TJ VOKD Poruba.
- Z Jihomoravského krajského přeboru 1972/73 postoupilo vítězné mužstvo TJ Modeta Jihlava.
- Ze Severomoravského krajského přeboru 1972/73 postoupilo vítězné mužstvo TJ Baník Havířov.

## Konečná tabulka
Zdroj: 
| Poř. | Tým                          | Z  | V  | R  | P  | VG | OG | B  |
| ---- | ---------------------------- | -- | -- | -- | -- | -- | -- | -- |
| 1.   | TJ Sigma MŽ Olomouc          | 30 | 18 | 8  | 4  | 55 | 31 | 44 |
| 2.   | TJ Baník Havířov (N)         | 30 | 15 | 12 | 3  | 59 | 24 | 42 |
| 3.   | TJ Jiskra Otrokovice         | 30 | 12 | 7  | 11 | 39 | 38 | 31 |
| 4.   | TJ Slavia Kroměříž           | 30 | 11 | 9  | 10 | 40 | 51 | 31 |
| 5.   | TJ Železárny Prostějov       | 30 | 12 | 6  | 12 | 56 | 45 | 30 |
| 6.   | TJ Zbrojovka Brno „B“        | 30 | 10 | 10 | 10 | 34 | 27 | 30 |
| 7.   | TJ VOKD Poruba (S)           | 30 | 12 | 6  | 12 | 43 | 42 | 30 |
| 8.   | TJ US Uničov                 | 30 | 12 | 6  | 12 | 41 | 42 | 30 |
| 9.   | TJ ZKL Brno                  | 30 | 13 | 4  | 13 | 41 | 43 | 30 |
| 10.  | TJ Baník Důl Doubrava-Orlová | 30 | 11 | 8  | 11 | 34 | 36 | 30 |
| 11.  | TJ JTT Veselí nad Moravou    | 30 | 12 | 5  | 13 | 44 | 49 | 29 |
| 12.  | TJ Moravská Slavia Brno      | 30 | 10 | 9  | 11 | 30 | 38 | 29 |
| 13.  | VTJ Kroměříž                 | 30 | 10 | 8  | 12 | 42 | 45 | 28 |
| 14.  | TJ Modeta Jihlava (N)        | 30 | 8  | 11 | 11 | 41 | 39 | 27 |
| 15.  | TJ Jiskra Kyjov              | 30 | 9  | 5  | 16 | 31 | 41 | 23 |
| 16.  | VTJ Olomouc (S)              | 30 | 5  | 6  | 19 | 34 | 73 | 16 |

Poznámky:
- Z = Odehrané zápasy; V = Vítězství; R = Remízy; P = Prohry; VG = Vstřelené góly; OG = Obdržené góly; B = Body; (S) = Mužstvo sestoupivší z vyšší soutěže; (N) = Mužstvo postoupivší z nižší soutěže (nováček)

|  | Postup do III. ligy – sk. B 1974/75                  |
|  | Sestup do Jihomoravského krajského přeboru 1974/75   |
|  | Sestup do Severomoravského krajského přeboru 1974/75 |